# 微花藤属
微花藤属（学名：Iodes）是茶茱萸科下的一个属，为藤状灌木植物。该属共有14种，分布于热带亚洲和非洲。

## 下属物种
- 大果微花藤 Iodes balansae
- 微花藤 Iodes cirrhosa
- 瘤枝微花藤 Iodes Seguini
- 小果微花藤 Iodes vitiginea